# Hidalgo (2004)
Hidalgo is een Amerikaanse film uit 2004.
In 1976 werd ook een versie van Hidalgo gemaakt; deze werd geschreven en geregisseerd door Ion Truica.

## Verhaal
Deze film speelt zich af in 1890. Hij gaat over de cowboy Frank T. Hopkins en zijn mustangpony genaamd Hidalgo. Frank T. Hopkins is een halfbloed Sioux-indiaan en bovendien een legerkoerier, omdat hij erg snel is (hij heeft al vele langeafstandsruiterwedstrijden gewonnen). Op een dag moet hij post bezorgen bij Wounded Knee, waar hij zag hoe er indianen werden gedood. Een Arabische sjeik betwijfelt of Hopkins de snelste ruiter is en daagt hem uit voor een race in het Midden-Oosten.

## Rolverdeling
- Viggo Mortensen - Frank Hopkins
- Zuleikha Robinson - Jazira
- Omar Sharif - Sheikh Riyadh
- Louise Lombard - Lady Anne Davenport
- Adam Alexi-Malle - Aziz
- Saïd Taghmaoui - Prince Bin Al Reeh
- Silas Carson - Katib
- Harsh Nayyar - Yusef
- J.K. Simmons - Buffalo Bill Cody
- Adoni Maropis - Sakr
- Victor Talmadge - Rau Rasmussen
- Peter Mensah - Jaffa
- Joshua Wolf Coleman - The Kurd
- Franky Mwangi - Slave Boy
- Floyd 'Red Crow' Westerman - Chief Eagle Horn